# FIFA 97
FIFA Soccer 97 — футбольна відеогра, розроблена і випущена корпорацією Electronic Arts 24 червня 1996 року. Четверта гра в серії FIFA і друга, виконана в 3D. Гра була випущена для ряду ігрових платформ: ПК, PlayStation, SNES Sega Mega Drive і Sega Saturn.
У Європі гра виходила під назвою FIFA 97. Слоганом FIFA 97 стала фраза — «Захоплений емоціями» (англ. Emotion Captured).

## Огляд
У футбольному симуляторі FIFA 97 розробники з команди EA Canada не тільки втримали свої позиції, але і значно поліпшили їх. У грі FIFA 97 з'явився абсолютно новий режим гри — футбол в приміщенні, який залучив до серії нових шанувальників футболу. Так само були застосовані полігонні моделі футболістів за допомогою технології «захоплення руху» (motion capture). Розробники з Electronic Arts збільшили загальну кількість ліг і команд, за які можна грати. У FIFA 97 вперше в серії FIFA з'явилися справжні коментатори, яких озвучили Енді Грей (англ. Andy Gray) і Джон Мотсон (англ. John Motson), а вступи до початку матчу озвучував Дес Люнам (англ. Des Lynam). У ролі героя обкладинки виступав Давид Жінола (англ. David Ginola) в майці англійського клубу Ньюкасл Юнайтед.

## Саундтрек
У грі використовуються 10 пісень написані EA Sports.

## Відгуки
У 15 випуску Play Magazine і Official UK PlayStation Magazine оцінили PlayStation версію гри з рахунком 70 і 7/10. При порівнянні з FIFA 96, гра «Графічно краща, але геймплей гірший». GameSpot поставив 8.2 / 10 PC версії.